# Deutscher Filmpreis/Beste Filmmusik
Die folgende Liste ist eine Übersicht über die Preisträger und Nominierten (ab 2005) für den Deutschen Filmpreis in der Kategorie Beste Filmmusik.

## Preisträger von 1954–2004
| Jahr       | Preisträger                               | Filmtitel                                             |
| ---------- | ----------------------------------------- | ----------------------------------------------------- |
| 1954       | Hans-Martin Majewski                      | Weg ohne Umkehr                                       |
| 1955       | Preis nicht vergeben                      | Preis nicht vergeben                                  |
| 1956       | Peter Sandloff                            | Viele kamen vorbei                                    |
| 1957       | Duke Ellington Winfried Zillig            | Jonas                                                 |
| 1958       | Hans-Martin Majewski                      | Nasser Asphalt                                        |
| 1959       | Preis nicht vergeben                      | Preis nicht vergeben                                  |
| 1960       | Hans-Martin Majewski                      | Die Brücke                                            |
| 1961       | Peter Thomas                              | Flucht nach Berlin                                    |
| 1962       | Joachim E. Behrendt Attila Zoller         | Das Brot der frühen Jahre                             |
| 1963       | Peter Thomas                              | Die endlose Nacht                                     |
| 1964       | Preis nicht vergeben                      | Preis nicht vergeben                                  |
| 1965       | Zdeněk Liška                              | Das Haus in der Karpfengasse                          |
| 1966       | Hans Posegga                              | Schonzeit für Füchse                                  |
| 1967       | Erich Ferstl                              | Der Spezialist Wilder Reiter GmbH                     |
| 1968– 1970 | Preis nicht vergeben                      | Preis nicht vergeben                                  |
| 1971       | Amon Düül                                 | San Domingo                                           |
| 1972       | Preis nicht vergeben                      | Preis nicht vergeben                                  |
| 1973       | Iris Wagner                               | Harlis – Eine larmoyante Komödie                      |
| 1974       | Hans-Martin Majewski                      | Der Lord von Barmbeck                                 |
| 1975       | Jürgen Knieper                            | Falsche Bewegung                                      |
| 1976– 1979 | Preis nicht vergeben                      | Preis nicht vergeben                                  |
| 1980       | Peer Raben                                | Die Ortsliebschen Frauen Die Reinheit des Herzens     |
| 1981– 1986 | Preis nicht vergeben                      | Preis nicht vergeben                                  |
| 1987       | Claus Bantzer                             | 40 qm Deutschland Paradies Das Schweigen des Dichters |
| 1988– 1991 | Preis nicht vergeben                      | Preis nicht vergeben                                  |
| 1992       | Norbert Schneider                         | Leise Schatten Wildfeuer                              |
| 1993       | Detlef Petersen                           | Wir können auch anders …                              |
| 1994– 1996 | Preis nicht vergeben                      | Preis nicht vergeben                                  |
| 1997       | Niki Reiser                               | Jenseits der Stille                                   |
| 1998       | Preis nicht vergeben                      | Preis nicht vergeben                                  |
| 1999       | Niki Reiser                               | Meschugge Pünktchen und Anton                         |
| 2000– 2001 | Preis nicht vergeben                      | Preis nicht vergeben                                  |
| 2002       | Niki Reiser                               | Nirgendwo in Afrika                                   |
| 2003       | Yann Tiersen                              | Good Bye, Lenin!                                      |
| 2004       | Max Berghaus Dirk Reichardt Stefan Hansen | Erbsen auf halb 6                                     |

## Preisträger und Nominierte ab 2005

### 2000er-Jahre
2005
Niki Reiser – Alles auf Zucker!
- Gerd Baumann, Alex Haas und Stefan Noelle – Aus der Tiefe des Raumes
- Till Brönner, Arne Schumann und Josef Bach – Höllentour

2006
Bert Wrede – Knallhart
- T-Bone Burnett – Don’t Come Knocking
- Stéphane Moucha und Gabriel Yared – Das Leben der Anderen

2007
Gerd Baumann – Wer früher stirbt ist länger tot
- Reinhold Heil, Johnny Klimek und Tom Tykwer – Das Parfum – Die Geschichte eines Mörders
- Christian Heyne – Ich bin die Andere

2008
Ali N. Askin – Leroy
- Annette Focks – Ein fliehendes Pferd
- Ralf Wengenmayr – Lissi und der wilde Kaiser

2009
Niki Reiser – Im Winter ein Jahr
- Element of Crime – Robert Zimmermann wundert sich über die Liebe
- Annette Focks – Krabat

### 2010er-Jahre
2010
The Notwist – Sturm
- Ali N. Askin – Salami Aleikum
- Fabian Römer – Die Tür
- Ralf Wengenmayr – Wickie und die starken Männer

2011
Matthias Klein – Das Lied in mir
- Heiko Maile – Wir sind die Nacht
- Tom Tykwer, Johnny Klimek, Reinhold Heil, Gabriel Isaac Mounsey – Drei

2012
Lorenz Dangel – Hell
- Oli Biehler – Der Albaner
- Timo Hietala – Fenster zum Sommer

2013
The Major Minors und Cherilyn MacNeil – Oh Boy
- Max Richter – Lore
- Tom Tykwer, Johnny Klimek und Reinhold Heil – Cloud Atlas

2014
Matthias Weber – Das finstere Tal
- Annette Focks – Ostwind
- Johannes Lehniger und Peter Folk – Tore tanzt
- Michaela Melián – Finsterworld

2015
Nils Frahm – Victoria
- Alexander Hacke – The Cut
- Niki Reiser und Sebastian Pille – Im Labyrinth des Schweigens

2016
Alexandre Desplat – Every Thing Will Be Fine
- Julian Maas und Christoph M. Kaiser – Der Staat gegen Fritz Bauer
- Lorenz Dangel – Ich und Kaminski

2017
Oli Biehler – Das kalte Herz
- Bruno Coulais – Marie Curie
- Johannes Repka – Timm Thaler oder das verkaufte Lachen

2018
Christoph M. Kaiser und Julian Maas – 3 Tage in Quiberon
- Ali N. Askin – Teheran Tabu
- Ulrich Reuter, Damian Scholl – Beuys
- Martin Todsharow – Der Hauptmann

2019
Hochzeitskapelle – Wackersdorf
- Gerd Baumann – Trautmann
- Ralf Wengenmayr, Marvin Miller – Ballon

### 2020er-Jahre
2020
Dascha Dauenhauer – Berlin Alexanderplatz
- Lorenz Dangel – Deutschstunde
- John Gürtler – Systemsprenger

2021
Lorenz Dangel – Tides
- Martin Todsharow – Enfant Terrible
- Ralf Wengenmayr, Marvin Miller – Jim Knopf und die Wilde 13

2022
Annette Focks – Wunderschön
- Ali N. Askin – Peterchens Mondfahrt
- Johannes Repka, Cenk Erdoğan – Rabiye Kurnaz gegen George W. Bush

2023
Volker Bertelmann – Im Westen nichts Neues
- Marvin Miller – Das Lehrerzimmer
- The Notwist – Wir sind dann wohl die Angehörigen
- Ralf Wengenmayr – Tausend Zeilen

2024
Lorenz Dangel – Sterben
- John Gürtler, Jan Miserre featuring Saba Alizadeh – Leere Netze
- Diego Ramos Rodríguez – Die Theorie von Allem

2025
Dascha Dauenhauer – Islands
- nominiert:
  - Dascha Dauenhauer – Kein Tier. So Wild
  - Lorenz Dangel – September 5